# Uxacona
Uxacona ist eine römische Siedlung in Britannien. Der antike Name ist im Itinerarium Antonini überliefert. Der Ort wird mit den römischen Resten auf dem Red Hill Shropshire identifiziert. Er lag an der Straße vom Hadrianswall nach Rutupiae (Richborough), einer Hafenstadt am Meer. Im Itinerarium Antonini wird die Entfernung nach Viroconium mit 11 Meilen angegeben, die Entfernung nach Pennocrucium mit 12 Meilen. An der Straße befand sich wahrscheinlich auch ein mansio.
Die vor Ort gefundenen Reste zeigen eine kleine befestigte Siedlung, die etwa 61 × 53 m groß war. Siedlungsreste erstrecken sich aber auf ein Gebiet von gut 200 m Breite. Keramik deutet an, dass der Ort ab dem späten zweiten Jahrhundert bewohnt war. Der größere Teil der Keramik stammt jedoch aus dem dritten Jahrhundert. Der Ort war weiterhin im vierten Jahrhundert besiedelt und wurde in dieser Zeit vielleicht zu einem Burgus umgebaut.
Nördlich der kleinen Siedlung wurden die Reste eines Lagers für Auxiliartruppen gefunden, das etwa 101/152 × 110 m groß war, und ins erste Jahrhundert datiert. Ein kleineres Fort wurde innerhalb der Wallanlagen am Ende des ersten Jahrhunderts errichtet.